# مراد دالكليتش
مراد دالكليتش (بالتركية: Murat Dalkılıç)‏ (مواليد 7 أغسطس 1983 في إزمير)، هو مغني تركي بدأ مسيرته الفنية عام 1999.

## الحياة الشخصية
في الفترة ما بين 2015 حتى 2017 كان متزوجًا من الممثلة التركية ميرفي بولغور، وبدايةً منذ عام 2018 بدأ بمواعدة الممثلة التركية هاندا أرتشيل.

## الألبومات
| السنة | الألبوم          | النتج       |
| ----- | ---------------- | ----------- |
| 2002  | Kasaba           | Avex Trax   |
| 2004  | Pardon           | Sony BMG    |
| 2004  | La Fontaine      | Sony BMG    |
| 2006  | Merhaba          | Sony BMG    |
| 2012  | Bir Güzellik Yap | Giza Studio |
| 2015  | Daha Derine      | Giza Studio |

## وصلات خارجية
- مراد دالكليتش على موقع ميوزك برينز (الإنجليزية)
- مراد دالكليتش على موقع ديسكوغز (الإنجليزية)

- الموقع الرسمي